# Lluïsa Mora i Aguirre
Lluïsa Mora i Aguirre (15 de desembre de 1971 — 17 de març de 2025) va ser una professora i directora de cinema documental catalana.

## Biografia
Llicenciada en Belles Arts i especialitzada en Imatge, va complementar la seva formació amb estudis en pedagogia, realització audiovisual i altres disciplines com disseny gràfic, didàctica o creació d'espais a internet. Va exercir com a docent en diverses institucions de Catalunya, com l’Escola d’Art i Disseny de Vic i, anteriorment, l’Escola d’Art Pau Gargallo de Badalona. Al llarg de la seva carrera, va impartir assignatures relacionades amb la fotografia, el guió, la producció i postproducció de vídeo, la teoria de la imatge i la història del cinema. Paral·lelament, va col·laborar en la creació d’escenografies i decorats per a diferents empreses del sector.
El 2015 va escriure i dirigir El último tabú, un documental sobre la mort i el dol, inspirat en la pèrdua d’una germana seva. L’obra es va presentar al Girona Film Festival, va rebre una bona acollida i va ser preseleccionada pels Premis Goya, tot i que no va arribar a la fase final.
Va viure a la Garriga fins al seu decés el 2025, a 53 anys, a causa d’un càncer.
Com a homenatge pòstum, una via d’escalada a Tagamanent porta el nom del seu documental, El último tabú.

## Obra destacada
Mora va treballar en diversos camps, com ara, direcció, guió i edició audiovisuals. A banda d’El último tabú (2015), va realitzar reportatges per a la ONG Global Humanitaria a Guatemala (2012), així com vídeos musicals i institucionals per a entitats com l'Orquestra de Cambra Ensemble Gaudí, la fundació Apadis i artistes com la violinista Alba Roca, la pianista Isabel Félix i el dissenyador de moda Antoni Delgado. També va produir peces de videocreació com Asfixia (2008) i el documental Els Encants de Barcelona (2007).